# Shivrājpur
Shivrājpur är en ort i Indien.   Den ligger i distriktet Pānch Mahāls och delstaten Gujarat, i den centrala delen av landet, 800 km sydväst om huvudstaden New Delhi. Shivrājpur ligger 106 meter över havet och antalet invånare är 6 705.
Terrängen runt Shivrājpur är lite kuperad. Runt Shivrājpur är det tätbefolkat, med 276 invånare per kvadratkilometer. Närmaste större samhälle är Hālol, 16,6 km nordväst om Shivrājpur. Trakten runt Shivrājpur består till största delen av jordbruksmark.